# Us & Them
Us & Them ist eine US-amerikanische Comedy-Serie. Besonderheit der Serie ist, dass diese niemals in den USA ausgestrahlt wurde.

## Inhalt
Nach einer sechsmonatigen Online-Romanze beschließen Gavin, der in New York lebt, und Stacey, die in Pennsylvania lebt, sich persönlich zu treffen. Ihre verrückten Familien und Freunde mischen sich ständig in ihre aufkeimende Beziehung ein, was zu einer größeren Herausforderung wird, als nur in verschiedenen Bundesstaaten zu leben.

## Veröffentlichung und Produktion
Ursprünglich für die Midseason 2013–2014 beim Sender Fox geplant, wurde die ursprüngliche Episodenorder auf sieben Folgen heruntergefahren, bevor bekannt gegeben wurde, dass selbst diese Episoden nicht zu Ausstrahlung kommen werden. Die letztendliche Erstausstrahlung erfolgte in Südafrika beim Bezahlsender M-Net. Außerdem war die Serie auf mehreren IP-TV-Plattformen in Südkorea abrufbar. Der deutsche Bezahlsender RTL Passion strahlte die Serie ab 20. April 2018 in seinem Programm aus. Damit ist der deutschsprachige Raum erst das dritte Gebiet, in welchem die Serie gezeigt wird.
Us & Them basiert auf der britischen Serie Gavin & Stacey, die von James Corden und Ruth Jones erdacht wurde und in welcher beide auch in Nebenrollen zu sehen waren.

## Besetzung und Synchronisation
Die deutschsprachige Synchronisation der Serie erfolgte durch die VSI Synchron GmbH, Berlin unter Dialogbuch von Kim Hasper und Dialogregie von Nana Spier.
- Jason Ritter als Gavin (DF: Ozan Ünal)
- Alexis Bledel als Stacey (DF: Ilona Otto)
- Ashlie Atkinson als Nessa
- Michael Ian Black als Brian (DF: Axel Malzacher)
- Jane Kaczmarek als Pam
- Kurt Fuller als Michael
- Kerri Kenney-Silver als Gwen
- Aasif Mandvi als Dave Coaches